# Mercedes-Benz Classe GLE
La Mercedes-Benz Classe GLE  identifica quella fascia di gamma della casa automobilistica tedesca Mercedes-Benz che rappresenta i SUV di fascia alta. Tale fascia di gamma è stata introdotta a partire dal 2015 in sostituzione della precedente Mercedes-Benz Classe M.

## Modelli
La Classe GLE è stata finora declinata in due modelli.

### Prima generazione (W166, 2015-2018)
| Vista anteriore GLE | Vista posteriore GLE |
| ------------------- | -------------------- |
|                     |                      |

La prima generazione, prodotta dal 2015 al 2018, è identificata dalla sigla di progetto W166 come l'ultima generazione appartenente alla Classe M, infatti non si trattava né più né meno di un restyling di mezza età di quest'ultima, che per l'occasione cambiò denominazione in seguito ad un programma di razionalizzazione dei nomi commerciali voluta dalla Casa tedesca per creare meno confusione ed ottenere così un criterio logico per le denominazioni stesse. Così, se le lettere GL sono state da quel momento applicate in tutti i SUV della Casa, la terza lettera identifica invece la base meccanica della berlina classica sulla quale il nuovo SUV viene realizzato, in questo caso la Classe E in produzione al momento del lancio del SUV stesso. Unica eccezione è la Classe G, che però non è tecnicamente un SUV ma un vero fuoristrada a telaio separato. Della prima generazione della Classe GLE è stato prodotta dal 2015 anche una versione a tetto tagliato posteriormente in stile coupé, in modo da competere in quel segmento di mercato che fino a quel momento vedeva il monopolio della BMW X6.
| Vista anteriore GLE Coupé | Vista posteriore GLE Coupé |
| ------------------------- | -------------------------- |
|                           |                            |

Sebbene commercialmente e tecnicamente affine alla normale GLE W166, per la versione coupé è stata scelta una sigla di progetto differente, C292, la quale è rimasta in listino per circa un altro anno ancora dopo l'uscita di scena, avvenuta nel 2018, della GLE W166.

### Seconda generazione (V167 e C167, dal 2018)
| Vista anteriore | Vista laterale | Vista posteriore |
| --------------- | -------------- | ---------------- |
|                 |                |                  |

Al Salone di Parigi del 2018 è stata svelata in anteprima mondiale la seconda generazione della Classe GLE, siglata V167. L'avvio della commercializzazione è iniziato a novembre, inizialmente solo nella normale configurazione SUV, anche se la Casa prevede il lancio di una nuova versione crossover-coupé in sostituzione della C292. La sigla della seconda generazione della GLE perde la storica lettera W in favore della V che da sempre viene utilizzata dalla Casa di Stoccarda per identificare delle versioni limousine allungate e dagli allestimenti particolarmente lussuosi. In questo modo si vuole sottolineare il salto di qualità in termini di lusso. 
Alla fine dell'estate 2019 venne svelata la versione "SUV-coupé", che di fatto avrebbe preso il posto della precedente GLE Coupé nel listino della Casa di Stoccarda. A differenza del modello uscente, questa volta, anche per la nuova GLE Coupé è stata utilizzata la stessa sigla numerica della GLE normale, ossia "167", ma preceduta dalla lettera "C" che identifica tutti i modelli Mercedes-Benz con caratteristiche da coupé, sebbene non si tratti affatto di una vera e propria coupé.
| Mercedes-Benz C167: vista anteriore | Mercedes-Benz C167: vista posteriore | Mercedes-Benz C167: versione AMG |
| ----------------------------------- | ------------------------------------ | -------------------------------- |
|                                     |                                      |                                  |

#### Restyling 2023
| Vista anteriore | Vista posteriore |
| --------------- | ---------------- |
|                 |                  |

Previste per il termine dell'anno 2023 e inizio 2024 le prime consegne della terza generazione di Mercedes-Benz Classe GLE e Mercedes-Benz Classe GLE Coupé.
A differenza della precedente versione, le novità in ambito di design sono ridotte e un occhio inesperto potrebbe non coglierle immediatamente; tuttavia i gruppi ottici anteriori e posteriori sono stati rivisitati nella loro struttura interna, come anche alcuni dettagli degli interni, tra cui due volanti Mercedes-Benz, già presenti sul mercato, ma mai visti precedentemente su una Mercedes-Benz Classe GLE.
Migliorata la tecnologia, con nuovi sistemi di guida assistita, gruppi ottici migliorati e nuove motorizzazioni con potenze che variano da 269+20 cv (300d) a 612+22 cv (63S AMG). In questi tipi di motore le potenze del propulsore termico e di quello elettrico non si possono sommare dato che i cavalli aggiuntivi sono frutto di un motore elettrico inserito nel cambio che facilita e aiuta la macchina nelle partenze da fermo.